# (25497) Brauerman
(25497) Brauerman est un astéroïde de la ceinture principale d'astéroïdes.

## Description
(25497) Brauerman est un astéroïde de la ceinture principale d'astéroïdes. Il fut découvert le 7 décembre 1999 à Socorro (Nouveau-Mexique) par le projet LINEAR. Il présente une orbite caractérisée par un demi-grand axe de 2,60 UA, une excentricité de 0,09 et une inclinaison de 2,4° par rapport à l'écliptique.

## Compléments